# Caxias (Portugal)
Caxias ist eine Gemeinde im Kreis (Município) von Oeiras mit 3,4 km² Fläche und 8943 Einwohnern (Stand 30. Juni 2011). Daraus ergibt sich eine Bevölkerungsdichte von 2623 Einwohnern je km². Der Patron des Ortes ist Nossa Senhora das Dores.
Der Ort wurde am 24. Juli 1997 zur Vila (Kleinstadt) erhoben, dem die Gründung der gleichnamigen Gemeinde am 12. Juni 2001 durch Abspaltung von Paço de Arcos folgte.
Während des Estado Novo (Diktatur) in Portugal betrieb die politische Polizei PIDE dort das Gefängnis von Caxias, das am 27. April 1974 während der Nelkenrevolution erstürmt wurde.

## Bauwerke
- Forte de São Bruno
- Paço Real de Caxias (Gärten mit Skulpturen aus dem 18. Jahrhundert)